# Mattias Gustafsson
Mattias Gustafsson (11 luglio 1978) è un ex pallamanista svedese.

## Palmarès
- Giochi olimpici

Londra 2012: argento.